# Cooking Guide: Can't Decide What to Eat?
Cooking Guide: Can't Decide What to Eat? (укр. Кулінарний посібник: Не можете вирішити, що їсти?), випущений у Північній Америці як Personal Trainer: Cooking (укр. Персональний тренер: Кулінарія), а в Японії Sekai no Gohan: Shaberu! DS Oryōri Navi (яп. 世界のごはん しゃべる！DSお料理ナビ, Секаї но ґохан сяберу:дієссорьорінаві, укр. Воно розмовляє! Навігатор по кулінарії для DS) — однокористувацька відеогра, цифрова кулінарна книга для Nintendo DS. Гра спочатку була випущена в Європі англійською мовою 20 червня 2008 року, ⁣ в Австралії 3 липня 2008 року та в Північній Америці 24 листопада 2008 року. До Японії, гра добралася японською лише 4 грудня 2008 року. Cooking Guide є частиною бренду Touch! Generations від Nintendo. 
Гра є сиквелом Shaberu! DS Oryōri Navi, яка вийшла у 2006 році, ексклюзивно для японського ринку. У Північній Америці це також частина серії Personal Trainer. 

## Ігровий процес
Cooking Guide — це «інтерактивна кулінарна допомога», яка дає покрокові інструкції щодо того, як готувати 245 страв. Ігровий процес супроводжується процесом підготовки та приготуванням їжі за допомогою аудіорозповіді диктора, який виступає у грі як персонаж «DS Шеф», та навчальних відео. Управління здійснюється через свій голос, гра використовує систему розпізнавання голосу Nintendo DS, щоб гравець міг покроково слухати інструкції та попросити більш детально описати за потреби. Користувачі також можуть вибирати рецепти на основі кількості калорій або інгредієнтів, які він має під рукою. Cooking Guide  запам'ятовує, які страви гравець вже приготував. Це застосування також дозволяє користувачам робити нотатки та складати список покупок, якщо у гравця немає потрібних інгредієнтів. Також має такі функції, як таймер приготування та калькулятор кількості. Як бонус, можна грати у гру «Шеф» з Nintendo Game & Watch після того, як користувач розблокує її за допомогою таймера під час приготування за рецептом, як в її попередника Shaberu! DS Oryōri Navi. 

## Розробка

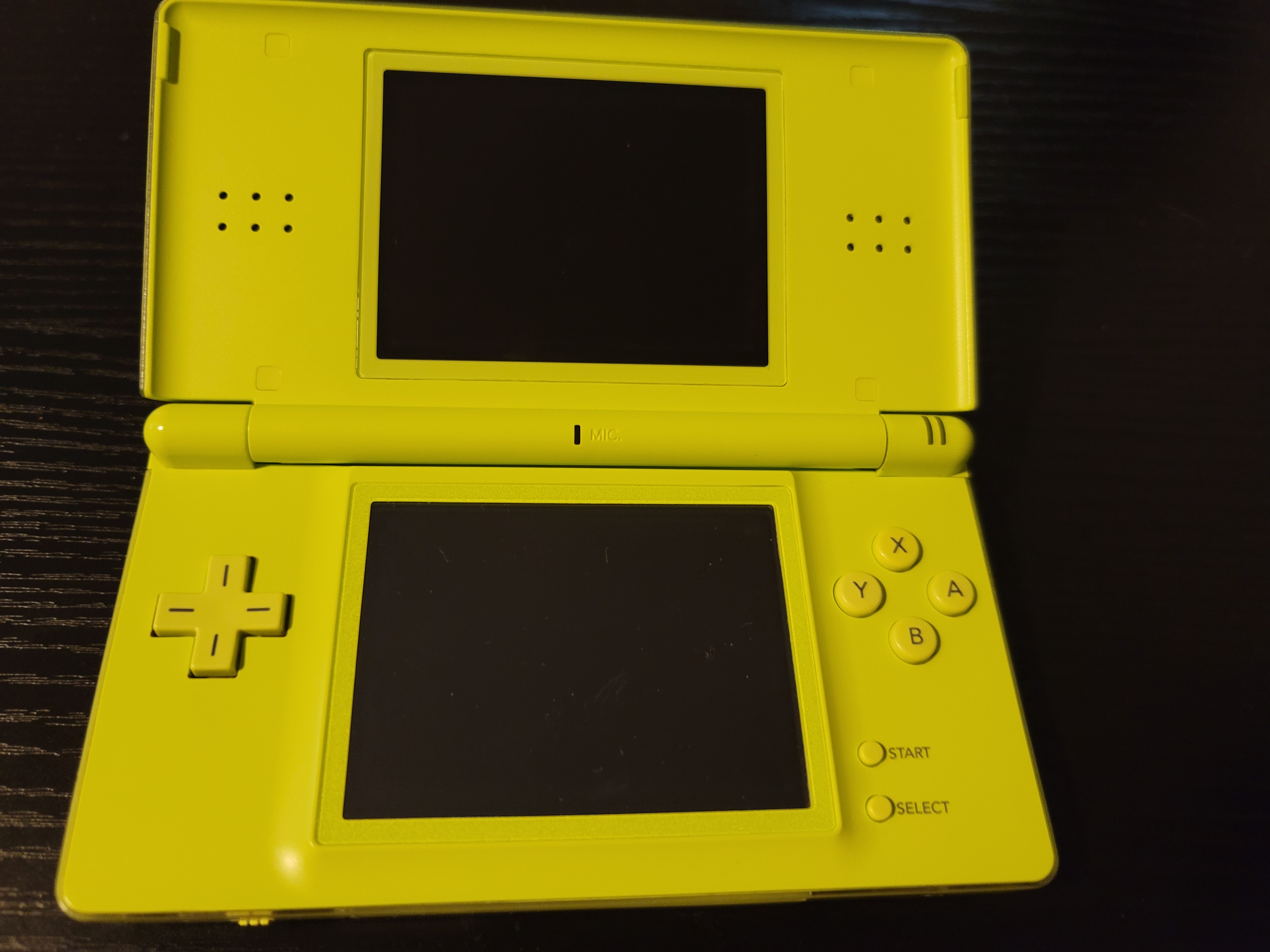
Спеціальне видання DS Lite лаймово-зеленого кольору, випущене у 2009 році в комплекті з Personal Trainer: Cooking (американською версією гри).

Наступник випущеного в Японії у 2006 році, Shaberu! DS Oryōri Navi спочатку був показаний у США під час брифінгу для медіа Nintendo в Hollywood Kodak Theatre на E3 2008. Пізніше його показали на пресконференції Nintendo US Live Blog у Сан-Франциско в жовтні 2008 року.  Після 600 000 проданих одиниць у Північній Америці та Європі протягом перших двох днів, Nintendo оголосила 27 квітня 2009 року, що гра буде поставлятися з останнім, зеленим кольором DS Lite.  Зелена версія Nintendo DS Lite була випущена 3 травня 2009 року.

## Рецензії
| Агрегатор  | Оцінка |
| ---------- | ------ |
| Metacritic | 81%    |

| Видання   | Оцінка |
| --------- | ------ |
| Eurogamer | 8/10   |
| IGN       | 9/10   |

Рецензенти загалом добре сприйняли гру, на агрегаторі оцінок Metacritic, вона отримала 81%. У Official Nintendo Magazine відзначили, що функції Cooking Guide роблять його «насправді кращим за звичайну книгу рецептів» і високо оцінили простоту використання програмного забезпечення та різноманітність рецептів, які пропонує гра, але вважають, що європейська ціна була надто великою, через це вони оцінили її на 80%. Pocketgamer вважав, що досвідченим кухарям мало що приглянеться, але загалом він корисніший за інші продукти лінійки Touch Generation!, як-от Brain Age: Train Your Brain in Minutes a Day!.  IGN поставив Personal Trainer: Cooking оцінку 9/10, високо оцінивши доступність, користувальницький інтерфейс і такі функції, як навчальна звукова розповідь.  У 2008 році IGN присудила цій грі нагороду за найкраще використання звуку. 
Cooking Guide отримав премію Excellence Prize for Enterteiment на Японському фестивалі медіамистецтва 2006 року. Мережа супермаркетів Asda стверджує, що було продано понад 10 000 примірників Cooking Guide лише за першу годину випуску, а також позитивно вплинуло на продажі продуктів, які використовуються в рецептах програми. Північноамериканська версія була на 13 сходинці найбільш продаваних ігор та третьою найбільш продаваною грою для Nintendo DS у грудні 2008 року в Сполучених Штатах. 

## Продовження та спінофи
Cooking Guide був першим із п’яти продовжень японського ексклюзиву Shaberu! DS Oryōri Navi, розробка якої була розділена між Nintendo та Koei. Сама Nintendo випустила лише японське продовження Kenkou Ouen Recipe 1000: DS Kondate Zenshuu (яп. 健康応援レシピ1000 DS献立全集, укр. Рецепт зміцнення здоров'я 1000: Повних меню DS")
Ігри від Koei виходили лише в Японії. Вони випустили Shaberu! DS Oryōri Navi: Marugoto Teikoku Hotel (яп. しゃべる!DSお料理ナビ まるごと帝国ホテル, Сяберу:дієссорьорінаві: Марюґото тейкоку готерю) і Kantan! Tanoshii! Okashi Navi DS (яп. かんたん!たのしい!お菓子ナビDS, Канта:н! Таносі! окасі набі дієсс).